# David Gil Mohedano
David Gil Mohedano (Getafe, Comunidad de Madrid, España, 11 de enero de 1994) es un futbolista español. Juega como portero y su equipo es el Cádiz C. F. de la Segunda División de España.

## Estadísticas
Actualizado al último partido disputado el 2 de mayo de 2025.
| Club                                  | Div.          | Temporada     | Liga  | Liga  | Copas nacionales(1) | Copas nacionales(1) | Copas internacionales | Copas internacionales | Total | Total |
| Club                                  | Div.          | Temporada     | Part. | Goles | Part.               | Goles               | Part.                 | Goles                 | Part. | Goles |
| ------------------------------------- | ------------- | ------------- | ----- | ----- | ------------------- | ------------------- | --------------------- | --------------------- | ----- | ----- |
| Atlético de Madrid "C" · España       | 3.ª           | 2012-13       | 4     | 0     | —                   | —                   | —                     | —                     | 4     | 0     |
| Atlético de Madrid "C" · España       | Total club    | Total club    | 4     | 0     | 0                   | 0                   | 0                     | 0                     | 4     | 0     |
| Atlético de Madrid "B" · España       | 2.ª B         | 2012-13       | 5     | 0     | —                   | —                   | —                     | —                     | 5     | 0     |
| Atlético de Madrid "B" · España       | 2.ª B         | 2013-14       | 17    | 0     | —                   | —                   | —                     | —                     | 17    | 0     |
| Atlético de Madrid "B" · España       | 2.ª B         | 2014-15       | 22    | 0     | —                   | —                   | —                     | —                     | 22    | 0     |
| Atlético de Madrid "B" · España       | Total club    | Total club    | 44    | 0     | 0                   | 0                   | 0                     | 0                     | 44    | 0     |
| Getafe C. F. "B" · España             | 2.ª B         | 2015-16       | 23    | 0     | —                   | —                   | —                     | —                     | 23    | 0     |
| Getafe C. F. "B" · España             | 3.ª           | 2016-17       | 21    | 0     | —                   | —                   | —                     | —                     | 21    | 0     |
| Getafe C. F. "B" · España             | Total club    | Total club    | 44    | 0     | 0                   | 0                   | 0                     | 0                     | 44    | 0     |
| Cádiz C. F. "B" · España              | 3.ª           | 2017-18       | 40    | 0     | —                   | —                   | —                     | —                     | 40    | 0     |
| Cádiz C. F. "B" · España              | Total club    | Total club    | 40    | 0     | 0                   | 0                   | 0                     | 0                     | 40    | 0     |
| Cádiz C. F. · España                  | 2.ª           | 2018-19       | 0     | 0     | 4                   | 0                   | —                     | —                     | 4     | 0     |
| Cádiz C. F. · España                  | 2.ª           | 2019-20       | 4     | 0     | 2                   | 0                   | —                     | —                     | 6     | 0     |
| Cádiz C. F. · España                  | 1.ª           | 2020-21       | 4     | 0     | 3                   | 0                   | —                     | —                     | 7     | 0     |
| Cádiz C. F. · España                  | 1.ª           | 2021-22       | 0     | 0     | 5                   | 0                   | —                     | —                     | 5     | 0     |
| Cádiz C. F. · España                  | 1.ª           | 2022-23       | 4     | 0     | 1                   | 0                   | —                     | —                     | 5     | 0     |
| Cádiz C. F. · España                  | 1.ª           | 2023-24       | 5     | 0     | 1                   | 0                   | —                     | —                     | 6     | 0     |
| Cádiz C. F. · España                  | 2.ª           | 2024-25       | 36    | 0     | 0                   | 0                   | —                     | —                     | 36    | 0     |
| Cádiz C. F. · España                  | Total club    | Total club    | 53    | 0     | 16                  | 0                   | 0                     | 0                     | 69    | 0     |
| Total carrera                         | Total carrera | Total carrera | 185   | 0     | 16                  | 0                   | 0                     | 0                     | 201   | 0     |
| (1) Incluye datos de la Copa del Rey. |               |               |       |       |                     |                     |                       |                       |       |       |